# Wilhelm Francke
Wilhelm Francke (* 13. September 1812 in Greifenberg in Pommern; † 1878) war ein Rittergutsbesitzer und Reichstagsabgeordneter.
Nach Schulbesuch in Stettin arbeitete er von 1827 bis 1853 als Kaufmann in Stettin und in Memel. 1853 erwarb er das Rittergut Lesgewangminnen (1938 bis 1946: Lesgewangen) im Kreis Ragnit in Ostpreußen.
Von 1871 bis 1878 war er Mitglied des Deutschen Reichstags für die Deutsche Fortschrittspartei und den Reichstagswahlkreis Regierungsbezirk Gumbinnen 2.